# Satavaptan
Satavaptan (SR121463, Aquilda) je antagonist vazopresin-2 receptora koji se ispituje za potencijalnu primenu u lečenju hiponatremije. On se takođe ispituje za premenu u tretmanima ascita. Ovaj lek je razvila kompanija Sanofi-Aventis.

## Literatura
1. ↑  Soupart A; Gross P; Legros JJ;  . (2006). „Successful long-term treatment of hyponatremia in syndrome of inappropriate antidiuretic hormone secretion with satavaptan (SR121463B), an orally active nonpeptide vasopressin V2-receptor antagonist”. Clin J Am Soc Nephrol. 1 (6): 1154—60. PMID 17699341. doi:10.2215/CJN.00160106.
2. ↑  Ginès P, Wong F, Watson H, Milutinovic S, Ruiz Del Arbol L, Olteanu D (2008). „Effects of satavaptan, a selective vasopressin V(2) receptor antagonist, on ascites and serum sodium in cirrhosis with hyponatremia: A randomized trial”. Hepatology. 48 (1): 204—13. PMID 18508290. doi:10.1002/hep.22293.

## Spoljašnje veze
|  | Molimo Vas, obratite pažnju na važno upozorenje u vezi sa temama iz oblasti medicine (zdravlja). |